# Хадуд
Хадуд или Худуд (арап. حدود), дословно „граница“ или „ограничење“) је реч која се често користи у исламској литератури за границе прихватљивог понашања и за казне за озбиљне злочине. У исламском праву (шеријат), хадуд се обично односи на класу казни које су фиксне за одређене прекршаје које се сматрају „божјим тврдњама“. Међу овим прекршајима су крађа, секс ван брака, конзумирање алкохола и напуштање вере.